# Вулкан Смирнова
Вулкан Смирнова — вулкан на острове Кунашир Большой Курильской гряды. Он включает в себя собственно стратовулкан Смирнова и стратовулкан Руруй. Руруй является более высоким. В советской традиции обычно главным называется Руруй.
Вулкан располагается в северо-западной части Кунашира, к северо-западу от действующего вулкана Тятя. Абсолютная высота вулкана Смирнова, по данным Института вулканологии и сейсмологии ДВО РАН, 1189 м. На сайте Глобальной программы вулканологии Смитсоновского института для вулкана Руруй, расположенного в 2,5 км к северо-северо-востоку от конуса вулкана Смирнова, приводится высота 1447 м.
Образующие породы — андезиты и дациты. После первого в его истории оледенения вулкан Смирнова проявлял активность только в форме эксцентричных извержений. Вулкан образует пологий конус, южная часть которого полностью разрушена движением ледников до обнажения неглубоко залегающего третичного фундамента в основании трогов. Самый широкий трог спускается на юго-восток к истоку реки Тятина; у его вершины расположен полуразрушенный конус меньшего размера со спускающимся от него лавовым потоком длиной около 4 км, у окончания которого в свою очередь располагается больший конус диаметром около 1 км. От этого конуса (гора Вильямса, 675 м над уровнем моря, кратер на вершине не сохранился) спускается ещё один, намного более короткий, лавовый поток. Севернее этих структур располагаются два более новых конуса — эффузивный купол диаметром около 700 м, известный как гора Гедройца, и экструзивный купол размерами 1 на 1,4 км. Все четыре конуса располагаются на дне трога первого оледенения, образование старейшего из них относится к позднему плиоцену — раннему голоцену, остальные три образовались в голоцене.